# جان مارك جيرمان
جان مارك جيرمان (بالإنجليزية: Jean-Marc Germain؛ بالفرنسية: Jean-Marc Germain) هو شخصية أعمال أمريكي وفرنسي، ولد في 2 يناير 1966.